# Klocikî, Muncaci
Klocikî (în ucraineană Клочки) este un sat în comuna Verhnea Vîznîțea din raionul Muncaci, regiunea Transcarpatia, Ucraina.

## Demografie
Componența lingvistică a localității Klocikî
     Ucraineană (98,33%)
     Rusă (1,33%)
     Alte limbi (0,33%)
Conform recensământului din 2001, majoritatea populației localității Klocikî era vorbitoare de ucraineană (98,33%), existând în minoritate și vorbitori de rusă (1,33%).